# Calycosia mamosei
Calycosia mamosei är en måreväxtart som beskrevs av W.N.Takeuchi. Calycosia mamosei ingår i släktet Calycosia och familjen måreväxter. Inga underarter finns listade i Catalogue of Life.